# Tower Gateway (Docklands Light Railway)
Tower Gateway è una stazione della linea Docklands Light Railway che si trova nei pressi della Torre di Londra. È il capolinea occidentale, nonché l'unica stazione, dell'omonima diramazione. La stazione successiva in direzione est è Shadwell.

## Storia
La stazione venne aperta il 31 agosto 1987 come capolinea occidentale del sistema DLR iniziale ed è la stazione più vicina al centro di Londra.
L'estensione della DLR fino a Bank, aperta nel 1991, si discosta dal percorso originale tra Tower Gateway e Shadwell, la stazione successiva a est. La linea scende di livello con una ripida rampa non lontano dall'estremità orientale delle piattaforme, da cui è chiaramente visibile.
In linea con la filosofia della DLR originale, Tower Gateway è un terminale sopraelevato. Una volta costruita, la stazione aveva due binari ed un incrocio; all'apertura dell'estensione verso Bank, la sua importanza è stata sostanzialmente ridotta. Prima della ricostruzione avvenuta in tale occasione l'impianto disponeva di una piattaforma abbastanza stretta e centrale.
Altre modifiche importanti furono apportate in occasione dei lavori avviati il 30 giugno 2008, che comportarono la chiusura della stazione fino al 2 marzo 2009. Durante tale periodo, Tower Gateway è stata ricostruita come un terminale con un solo binario per consentire l'utilizzo di treni di tre elementi. Ora l'impianto presenta una piattaforma su ciascun lato del treno, uno per passeggeri in arrivo e l'altra per le partenze.

## La stazione oggi
Tower Gateway si trova a pochi passi dalle stazioni di Tower Hill e Fenchurch Street. L'accesso al livello della strada dalle Minories avviene tramite scale mobili, scale normali o ascensore all'estremità occidentale della stazione. Un passaggio pedonale collega la stazione con la stazione della metropolitana di Tower Hill, il suo più stretto collegamento con la metropolitana di Londra. Uno stretto ingresso a scale secondario si trova all'estremità orientale della piattaforma, notevolmente migliorata in seguito ai lavori condotti nei primi anni del Duemila, e scende a Mansell Street, collegandola con il limite orientale del distretto finanziario di Londra e con gli isolati edificati intorno ai St Katharine Docks.
Tower Gateway funge da capolinea per i servizi verso la stazione di Beckton, a minor traffico: viaggi verso altri rami della DLR normalmente richiedono di cambiare treno.

## Sviluppi futuri
Il progetto London Infrastructure Plan 2050 presentato dall'ufficio del sindaco di Londra propone la chiusura della stazione di Tower Gateway e del relativo ramo della DLR, sostituendola con una nuova stazione sul ramo in direzione Bank, collegata direttamente con la stazione della metropolitana di Tower Hill. La motivazione a sostegno di questa ipotesi è che il 90% dei passeggeri della DLR per la City usano la stazione di Bank, ma solo il 75% dei treni è diretto verso quel capolinea. Questo consentirebbe di incrementare i servizi per Bank da 23 a 30 treni per ora. L'orizzonte temporale previsto è entro il 2050.

## Interscambi
Tower Gateway è collocata nell'ambito dell'Area 1 della Travelcard, un tesserino che serve per viaggiare senza dover acquistare ogni volta i biglietti.
 In corrispondenza dell'impianto è possibile l'interscambio con le London bus route 15, 42, 78, RV1 e con la night route N15.
È ammesso l'interscambio con le vicine stazioni di Tower Hill della metropolitana di Londra e con la stazione di Fenchurch Street della National Rail.